# Indonesia ai Giochi della XXXIII Olimpiade
L'Indonesia ha partecipato ai Giochi della XXXIII Olimpiade, svoltisi a Parigi dal 26 luglio all'11 agosto 2024, con una delegazione di 29 atleti (incluso le riserve), 16 uomini e 13 donne, in 12 discipline.
La portabandiera alla cerimonia di apertura è stata Maryam March Maharani.

## Medagliere

### Medaglie
| Medaglia | Nome                     | Sport                | Evento            |
| -------- | ------------------------ | -------------------- | ----------------- |
| Oro      | Veddriq Leonardo         | Arrampicata sportiva | Speed maschile    |
| Oro      | Rizki Juniansyah         | Sollevamento pesi    | 73 kg maschile    |
| Bronzo   | Gregoria Mariska Tunjung | Badminton            | Singolo femminile |

## Delegazione
| Sport                | Uomini | Donne | Totale |
| -------------------- | ------ | ----- | ------ |
| Arrampicata sportiva | 2      | 2     | 4      |
| Atletica leggera     | 1      | 0     | 1      |
| Badminton            | 5      | 4     | 9      |
| Canottaggio          | 1      | 0     | 1      |
| Ciclismo             | 1      | 0     | 1      |
| Ginnastica           | 0      | 1     | 1      |
| Judo                 | 0      | 1     | 1      |
| Nuoto                | 1      | 1     | 2      |
| Sollevamento pesi    | 2      | 1     | 3      |
| Surf                 | 1      | 0     | 1      |
| Tiro con l'arco      | 1      | 3     | 4      |
| Tiro                 | 1      | 0     | 1      |
| Totale               | 16     | 13    | 29     |